# 关西学院短期大学
关西学院短期大学（日语：／ Kansei Gakuin Tanki Daigaku *）是过去一所位于日本兵库县西宫市的私立短期大学。

## 概要

### 简介
- 学校法人关西学院经营之短期大学、来教育的基础是新教。学校最早可以追溯到1912年即关西学院高等学部的创立[1]。短期大学为于1950年开办[2]开始招収男女学生、以后招生到1955年、停办于1958年[3]

### 历史
- 1950年 关西学院短期大学成立并同时设置两个学科、以下列举。
  - 英文科
  - 商科
  - 应用化学科[注 2]
- 1953年 以下两个专攻成立于专科[4]。
  - 英语专攻
  - 商业专攻
- 1955年 最后一年招生、次年停止招生（正式停办于1958年6月25日[3]）。

## 学校环境
- 校区：在了兵库县西宫市[注 1]

## 历任校长
- 今田惠：第一代短期大学校长[5]。
- 加藤秀次郎：最后短期大学校长[4]。

## 组织

### 学科
- 英文科
- 商科

### 前学科
| - 应用化学科 |

### 专科
| - 英语专攻 - 商业专攻 |

### 业余课程
| - 无 |

## 相关链接
- 日本短期大学列表